# Graben lange Brücke
Der Graben lange Brücke ist ein linker Zufluss des Röstegrabens bei Großwechsungen im Landkreis Nordhausen in Thüringen.

## Verlauf
Der kleine Bach entspringt aus mehreren Quellen südöstlich von Großwechsungen in ackerbaulich genutzter Flur. Er unterquert einen Feldweg und die Straße „lange Brücke“, die ihm auch seinen Namen gibt. Nach gut 2,7 km mündet der Graben lange Brücke in den Röstegraben und verstärkt diesen, bevor dieser Großwechsungen erreicht.

## Bilder

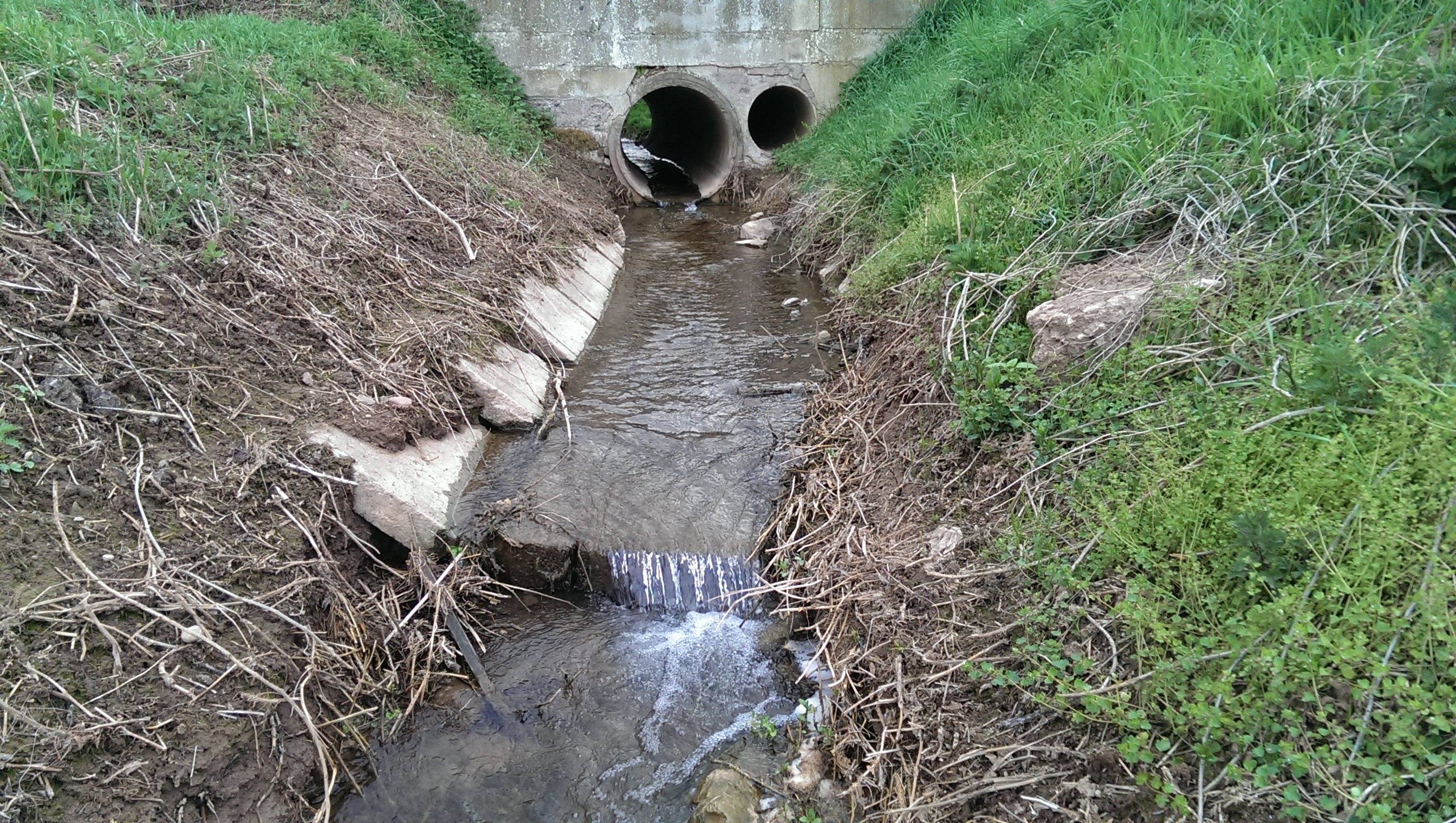
Der Graben lange Brücke unterquert die gleichnamige Straße „lange Brücke“
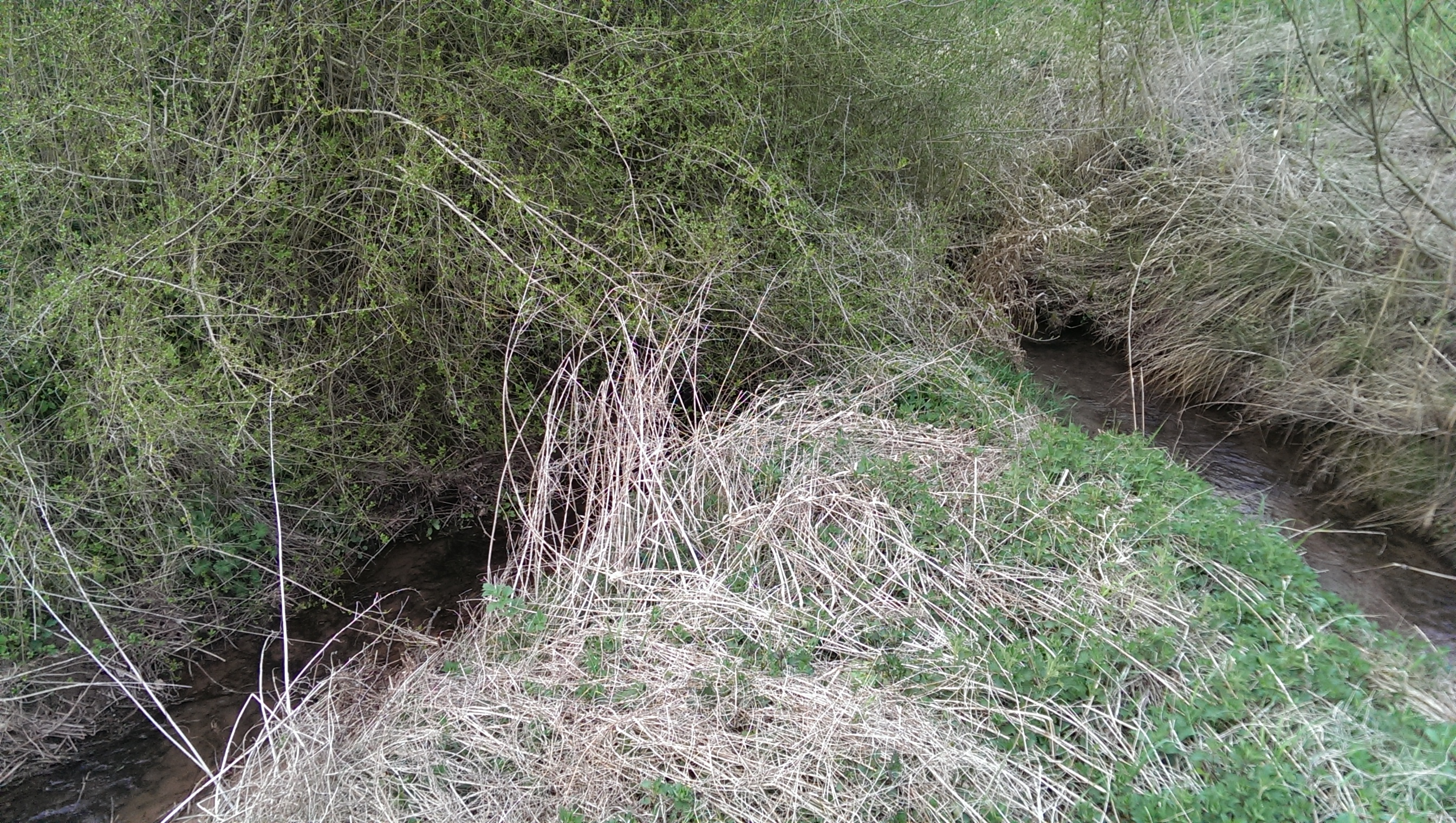
Der Graben lange Brücke (von links kommend) mündet in den Röstegraben (rechts)